# Black Coffee (All Saints)
Black Coffee è il secondo singolo pubblicato dalle All Saints' dal loro secondo album Saints & Sinners. Il brano è diventato la loro quinta (e ultima) prima posizione nel Regno Unito, dove ha venduto 212,707 copie.

## Tracklist
| CD 1 | CD 1                                         | CD 1 | CD 1 |
| ---- | -------------------------------------------- | ---- | ---- |
| 1.   | "Black Coffee"                               | 4.50 |      |
| 2.   | "I Don't Wanna Be Alone"                     | 4.24 |      |
| 3.   | "Black Coffee (ATFC's Freshly Ground Vocal)" | 7.45 |      |
| CD 2 |                                              |      |      |
| 1.   | "Black Coffee"                               | 4.50 |      |
| 2.   | "Black Coffee (The Neptunes Remix)"          | 4.43 |      |
| 3.   | "Black Coffee (The Wideboys Espresso Mix)"   | 5.19 |      |

## Informazioni
| Testo e Musica                      | Tom Nichols, Alexander von Soos and Kirsty Bertarelli |
| Nuovo arrangiamento                 | All Saints and William Orbit                          |
| Produzione                          | William Orbit                                         |
| Chitarra, tastiera e sintetizzatore | William Orbit                                         |

## Classifiche
| Country       | Date             | Position | Certification | Copies  |
| ------------- | ---------------- | -------- | ------------- | ------- |
| Regno Unito   | 8 ottobre 2000   | #1       | Silver        | 215,000 |
| Irlanda       | 5 ottobre 2000   | #6       |               |         |
| Nuova Zelanda | 10 dicembre 2000 | #7       |               |         |
| Paesi Bassi   | 10 ottobre 2000  | #9       |               |         |
| Finlandia     | ottobre 2000     | #11      |               |         |
| Norvegia      | agosto 2000      | #14      |               |         |
| Svezia        | 10 ottobre 2000  | #14      |               |         |
| Australia     |                  | #20      |               |         |
| Svizzera      | 5 novembre 2000  | #28      |               |         |
| Francia       | 11 novembre 2000 | #33      |               |         |

## Remix
Black Coffee
- Album version
- ATFC's Freshly Ground Vocal
- Neptunes Remix
- Version 2
- Wideboys Espresso Mix